# Kriptobotanika
Kriptobotanika je pseudoznanost koja se bavi proučavanjem nepoznatih, odnosno legendarnih biljaka za koje službena znanost smatra da ne postoje.
Glavni izvori podataka za kriptobotaničare su legende i narodne priče.
Kriptobotaničari tijesno surađuju s kriptozoolozima.

## Poznati kriptidi
Neke od najvažnijih navodnih biljaka koje kriptobotanika istražuje su tzv. ljudoždersko drvo i umdhelebi.